# Christian Font
Christian Eugenio Font Plasencia (Montevideo, 2 de octubre de 1978) es un periodista, locutor de radio, presentador de televisión y actor uruguayo. 

## Biografía
Nació en Montevideo el 2 de octubre de 1978, hijo de Héctor Font, funcionario bancario, y de Rosita Plasencia, trabajadora del Hospital Maciel. Tiene un hermano menor, Xavier. Desde una edad temprana desarrolló una profunda afición por el cine, influenciado por su abuelo.

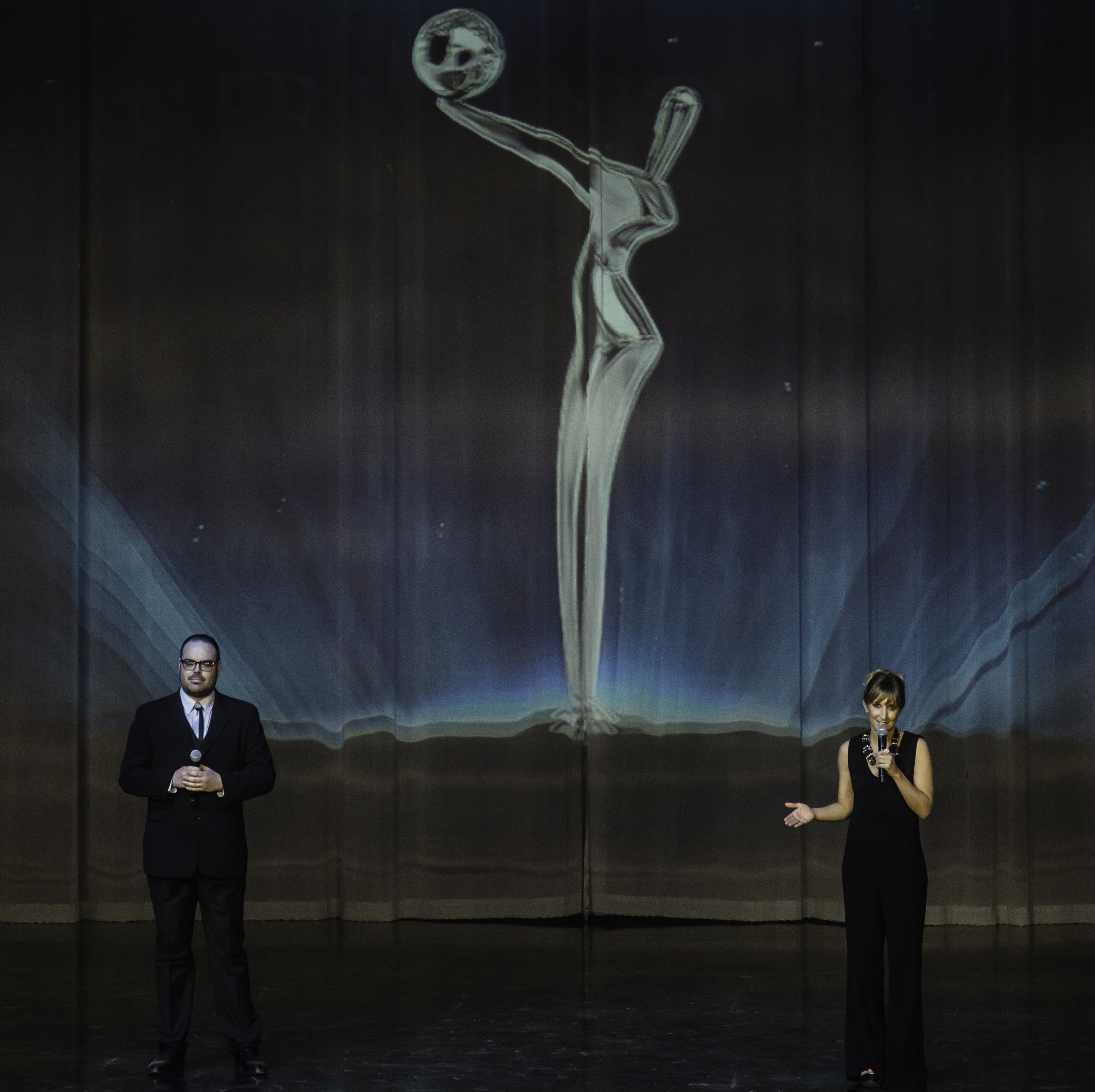
Font junto a Manuela da Silveira presentando la tercera entrega de los Premios Platino, 2016

En 1996, a la edad de 18 años comenzó a trabajar en el programa radial Una noche de locos de Radio Uruguay, por entonces llamada Sodre 1050 AM, intepretando varios personajes. Tras culminar sus estudios secundarios, se matriculó en el Instituto de Profesores Artigas, donde cursó un año del profesorado de inglés, y luego continuó en la Facultad de Información y Comunicación de la Universidad de la República, donde cursó dos años de la licenciatura en Comunicación. Posteriormente se formó en análisis cinematográfico en la Universidad del Trabajo del Uruguay.
Entre 2005 y 2010 cocondujo el magacín matutino Bien despiertos, emitido por Teledoce. A lo largo de su trayectoria, ha desarrollado una carrera en el carnaval, como integrante de varios conjuntos de parodistas y murgas. Entre 2011 y 2014 formó parte de la murga Diablos Verdes, con la cual obtuvo el premio a mejor figura en el Concurso Oficial.
En 2013 fichó como coconductor del magacín Buen día Uruguay, en el inicio de su nueva etapa al aire.

## Trayectoria

### Televisión
| Programas | Programas             | Programas | Programas                     |
| Año       | Título                | Canal     | Personaje                     |
| --------- | --------------------- | --------- | ----------------------------- |
| 2005      | Planta baja           | Teledoce  | Coconductor                   |
| 2005-2010 | Bien despiertos       | Teledoce  | Coconductor                   |
| 2013-2020 | Buen día Uruguay      | Canal 4   | Coconductor                   |
| 2022-2023 | 100 uruguayos dicen   | Teledoce  | Conductor                     |
| 2023      | ¿Quién es la máscara? | Teledoce  | Participante; 3er. lugar      |
| 2024      | Fuego Sagrado         | Teledoce  | Participante; 5.° eliminado   |
| 2025      | Tu cara me suena      | Teledoce  | Participante; 7.º clasificado |
| Ficciones |                       |           |                               |
| Año       | Título                | Canal     | Personaje                     |
| 2018      | Todos detrás de Momo  | TV Ciudad |                               |

### Radio
| Año           | Trabajo            | Estación      | Rol        |
| ------------- | ------------------ | ------------- | ---------- |
| 1996-1999     | Una noche de locos | Sodre 1050 AM |            |
| 2021-presente | La pecera          | Azul FM       | Columnista |
| 2022-presente | Segundos afuera    | Del Sol FM    | Conductor  |

### Cine
| Año  | Trabajo                           | Rol          | Director        |
| ---- | --------------------------------- | ------------ | --------------- |
| 2021 | La teoría de los vidrios rotos    | El "Locutor" | Diego Fernández |
| 2024 | El aroma del pasto recién cortado | Marcelo      | Celina Murga    |

### Teatro
| Año  | Trabajo          | Dirección                        |
| ---- | ---------------- | -------------------------------- |
| 2015 | Humor al Máximo  | Karina Vignola - Gaspar Valverde |
| 2016 | Pa! En vivo!     | Él mismo                         |
| 2018 | Sinvergüenzas    | Marcelino Duffau                 |
| 2024 | Stand Up Therapy | Él mismo                         |
| 2025 | Veo a Umberto    | Juan Luis Granato                |
| 2025 | Fracasados       | Adriana Da Silva                 |

## Vida personal
En 2011 contrajo matrimonio con la diseñadora Flavia Surka. El matrimonio tiene dos hijos en común, Lorenzo y Manon, además de Gerónimo, hijo de una relación anterior de Surka.